# Xylotrechus basifuliginosus
Xylotrechus basifuliginosus är en skalbaggsart som beskrevs av Heller 1926. Xylotrechus basifuliginosus ingår i släktet Xylotrechus och familjen långhorningar.
Artens utbredningsområde är Nepal. Inga underarter finns listade i Catalogue of Life.